# NGC 1316

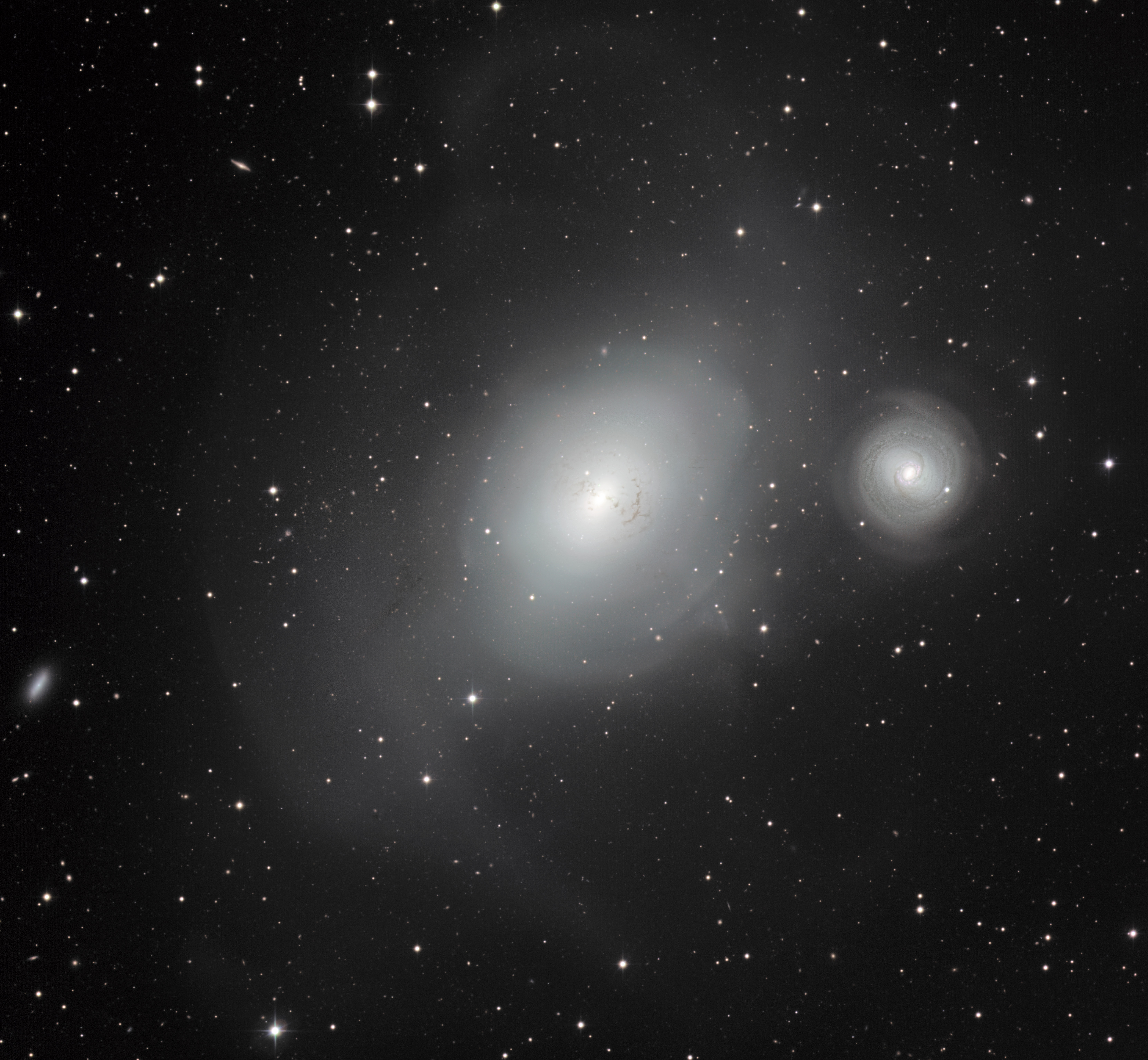
NGC 1316 e NGC 1317 (a destra)

NGC 1316, anche conosciuta come Fornace A, è una galassia lenticolare lontana circa 70 milioni di anni luce nella costellazione della Fornace. NGC 1316 è una radiogalassia. È la quarta sorgente radio più luminosa del cielo visibile a 1400 MHz.

## Struttura e formazione
François Schweizer ha studiato questo oggetto celeste alla fine degli anni settanta. Scoprì che NGC 1316 appare come una piccola galassia ellittica con due inusuali linee di polveri nascoste da un più largo involucro di stelle.
L'involucro esterno comprende molte increspature e archi. Ha anche identificato la presenza di un compatto disco di gas vicino al centro che sembra ruotare più velocemente delle stelle ed è anche più inclinato.
Basandosi su queste osservazioni Schweizer suggerì che NGC 1316 fosse il risultato della fusione di alcune galassie più piccole.
L'evento di fusione ha rifornito il buco nero supermassiccio posto al centro con gas permettendole di diventare una radiogalassia. Affermò anche che NGC 1316 è comparabile ad altre galassie ellittiche giganti scoperte al centro di altri gruppi e ammassi di galassie.
Studiando con lo spettroscopio la brillantezza dell'ammasso globulare stimò che la fusione avvenne circa 3 miliardi di anni fa.
Studi effettuati in radioastronomia con cinque telescopi (il Murchison Widefield Array (Mwa) in Australia, il satellite Planck, il Very Large Array (Vla) in USA, il Sardinia Radio Telescope (Srt) e MeerKat ne hanno studiato l'evoluzione e la morfologia. Fornace A presenta due lobi, enormi formazioni di plasma conformati a doppio guscio costituiti da radiazione di sincrotrone in cui particelle relativistiche seguono traiettorie determinate da campi magnetici convoglianti. Tali formazioni di plasma sembrano essersi verificate durante più eventi nucleari susseguitisi nel tempo. Tale attività nucleare limiterebbe la formazione di nuove stelle impedendo che le nubi di gas interstellare necessarie al loro innesco si raffreddino e si compattino.

## Collocazione e compagni
NNGC 1316 è contenuta nell'ammasso della Fornace, un ammasso di galassie presente nella costellazione della Fornace. Al contrario della galassia Virgo A, una galassia ellittica simile presente al centro dell'ammasso della Vergine, NGC 1316 si colloca invece al limitare dell'ammasso della Fornace..
NGC 1316 sembra stia interagendo con NGC 1317, una piccola galassia a spirale più a nord. Tuttavia non sembra essere abbastanza grande per causare le distorsioni della struttura osservate da Schweizer e descritte in precedenza..
In NGC 1316 sono state osservate due supernovae di tipo Ia 1980N(Ia) and 1981D(Ia).

## Stima della distanza
Due metodi sono stati utilizzati per la stima della distanza di NGC 1316: la fluttuazione della luminosità superficiale (SBF) nel 2003 e la funzione di luminosità di nebulose planetaria (PNLF) nel 2006.
Essendo una galassia lenticolare non è utilizzabile il metodo variabile Cefeide.
Usando il primo metodo (SBF) è stata ottenuta una misura di 20,0 ± 1,6 Mpc, col secondo invece, localizzando 42 nebulose planetarie candidate ha dato una stima di 17,9 ± 0,8 Mpc.
Combinate insieme danno una stima di 62,0 ± 2,9 milioni di anni luce (19,0 ± 0,9 Mpc).